# MMMBop
MMMBop ist ein Lied und die Debütsingle des US-amerikanischen Band Hanson, das im März 1997 erschien.

## Entstehung und Veröffentlichung
Geschrieben wurde das Lied gemeinsam von den Bandmitgliedern beziehungsweise Brüdern Isaac, Taylor und Zacharias Hanson in der Tonart A-Dur. Für die Produktion zeichneten John King und Michael Simpson verantwortlich. Das Lied entstand ursprünglich für Hansons gleichnamiges Independentalbum im Jahr 1996 mit einem langsameren Tempo, wurde aber von den Produzenten überarbeitet. In einem Interview mit Songfacts im August 2004 erklärte Zac Hanson die Ursprünge des Liedes:

“That song started out really as the background part for another song. We were making our first independent album and we were trying to come up with a background part. We started singing a slightly different incarnation of what is now the chorus of "MMMbop". That sort of stuck in our heads and never really worked as a background part, and over a couple of years, that piece really has stuck in our heads and we really crafted the rest of the song – the verses and bridge and so on.”

„Dieser Titel begann wirklich als Hintergrundteil für ein anderes Lied. Wir machten unser erstes Independentalbum und versuchten, einen Hintergrundteil zu finden. Wir fingen an, eine etwas andere Inkarnation von dem zu singen, was jetzt der Refrain von "MMMbop" ist. Das blieb irgendwie in unseren Köpfen hängen und funktionierte nie wirklich als Hintergrund, und über ein paar Jahre hinweg ist dieses Stück wirklich in unseren Köpfen hängen geblieben und wir haben den Rest des Songs wirklich gestaltet – die Strophen und die Bridge und so weiter.“

Die Erstveröffentlichung von MMMBop erfolgte zunächst als Airplay am 24. März 1997, bevor es am 15. April 1997 als Single bei Mercury Records erschien. Diese erschien unter anderem als CD-Maxi-Single mit vier verschiedenen Versionen des Liedes (Katalognummer: 574 499-2). Am 6. Mai desselben Jahres erschien das Lied als Teil von Hansons Debütalbum Middle of Nowhere (Katalognummer: 534 615-2), dessen erste Singleauskopplung es ist.

## Musikvideo
Das Musikvideo entstand unter der Regie von Tamra Davis. Es zeigt die Hanson-Brüder, die in einem Vorstadtwohnzimmer singen und auf ihren Instrumenten spielen. Dazwischen gibt es Clips, in denen sie eine Höhle betreten und am Strand landen. Andere Szenen zeigen sie, wie sie in einer Stadt herumspielen, auf dem Mond tanzen, ein Auto fahren oder in alten Aufnahmen von Albert Einstein auftauchen.

## Kommerzieller Erfolg

### Chartplatzierungen
MMMBop avancierte unter anderem in Australien, Belgien-Flandern, Deutschland, Neuseeland, Österreich, Schweden, der Schweiz, den Vereinigten Staaten und dem Vereinigten Königreich.
| ChartsChartplatzierungen       | Höchstplatzierung | Wochen |
| ------------------------------ | ----------------- | ------ |
| Deutschland (GfK)              | 1 (18 Wo.)        | 18     |
| Österreich (Ö3)                | 1 (16 Wo.)        | 16     |
| Schweiz (IFPI)                 | 1 (25 Wo.)        | 25     |
| Vereinigte Staaten (Billboard) | 1 (22 Wo.)        | 22     |
| Vereinigtes Königreich (OCC)   | 1 (11 Wo.)        | 11     |

| ChartsJahrescharts (1997)      | Platzierung |
| ------------------------------ | ----------- |
| Deutschland (GfK)              | 16          |
| Österreich (Ö3)                | 7           |
| Schweiz (IFPI)                 | 10          |
| Vereinigte Staaten (Billboard) | 12          |
| Vereinigtes Königreich (OCC)   | 11          |

### Auszeichnungen für Musikverkäufe
| Land/Region                  | Auszeichnungen für Musikverkäufe (Land/Region, Auszeichnung, Verkäufe) | Verkäufe  |
| ---------------------------- | ---------------------------------------------------------------------- | --------- |
| Australien (ARIA)            | 2× Platin                                                              | 140.000   |
| Belgien (BRMA)               | Platin                                                                 | 50.000    |
| Deutschland (BVMI)           | Platin                                                                 | 500.000   |
| Neuseeland (RMNZ)            | Platin                                                                 | 10.000    |
| Österreich (IFPI)            | Gold                                                                   | 25.000    |
| Schweden (IFPI)              | Platin                                                                 | 30.000    |
| Schweiz (IFPI)               | Gold                                                                   | 25.000    |
| Vereinigte Staaten (RIAA)    | Platin                                                                 | 1.000.000 |
| Vereinigtes Königreich (BPI) | Platin                                                                 | 600.000   |
| Insgesamt                    | 2× Gold · 8× Platin ·                                                  | 2.380.000 |

## Coverversionen
- 1997: The Smurfs (Album: The Smurfs Go Pop Again)
- 1999: Weird Al Yankovic – Polka Power! (Album: Running with Scissors)
- 2000: Kidz Bop (Album: Kidz Bop 90s Pop!)
- 2016: Scott Bradlee's Postmodern Jukebox (Album: Squad Goals)
- 2018: Leo Moracchioli (Album: Leo Metal Covers, Vol. 19)
- 2020: Lea Salonga – Boy Band Medley (Album: Live in Concert with the Sydney Symphony Orchestra)